# Ratusz w Błoniu
Ratusz w Błoniu – ratusz miasta Błonie w woj. mazowieckim, mieszczący się we wschodniej pierzei rynku.

## Historia
W XVII wieku w centralnej części rynku stał ratusz z drewna, który został strawiony przez pożar w 1727. Obecny budynek powstał w latach 1842–1843, najprawdopodobniej według projektu Henryka Marconiego. Został on zniszczony w 1914, w trakcie działań I wojny światowej i odrestaurowany w latach 1923, 2005 i 2012. 
Jest to budowla trzytraktowa, pięcioosiowa, piętrowa, z wieżą zegarową, wzniesiona na planie zbliżonym do kwadratu w stylu klasycystycznym. Naroża są boniowane. Od frontu do bryły przylega czterokolumnowy portyk w porządku toskańskim. Całość przykrywa dach czterospadowy kryty dachówką (w dachu umieszczono cztery lukarny, po jednym z każdej strony świata). Wieżę zegarową zdobi gzyms konsolowy i barierka. Mechanizm zegarowy wykonali w 1985 pracownicy zakładów Mera-Błonie. Bryła jest flankowana bramami przejazdowymi z pilastrami porządku toskańskiego.
Pomieszczenia parterowe sklepione są kolebkowo, a na piętrze przykryte stropami. Na elewacji zewnętrznej wmurowana jest tablica ku czci króla Jana III Sobieskiego pochodząca z 1933.